# Passiflora gibertii
Passiflora gibertii is een passiebloem, die is vernoemd naar José Ernesto Gibert, de eerst bekende verzamelaar van de plant. De klimplant wordt ook wel Passiflora 'St. Rule' genoemd. Ondanks wat deze naam suggereert is het geen hybride, maar een botanische soort. De plant is nauw verwant aan Passiflora eichleriana, Passiflora elegans en Passiflora subpeltata. Alle vier de soorten hebben soortgelijke bloemen en drielobbige bladeren.
De plant heeft gladde, buisvormige stengels. In de bladoksels ontspringen ranken die daar de steunblaadjes flankeren. De bladstelen zijn tot 5 cm lang. De afwisselend geplaatste bladeren zijn drie- of vijflobbig, dun, gaafrandig en 5–18 × 5–22,5 cm groot. De alleenstaande bloemstelen zijn tot 8,5 cm lang. De bloemen zijn wit en paars en 6–9 cm breed. De kelkbladeren zijn wit, langwerpig, tot 4 × 1,1 cm groot en hebben een tot 1,5 cm lange kafnaald. De kroonbladeren zijn wit, langwerpig en tot 3,0 × 1,1 cm groot. De corona bestaat uit vijf of zes rijen. De buitenste twee coronarijen zijn 1–2,8 cm lang en zijn wit en paars geband. De binnenste coronarijen worden naar het midden van de bloem steeds korter, zijn 0,1–0,7 cm lang en groenig met paars van kleur. In het midden van de corona ontspringt de androgynofoor. De vruchten zijn glad, bolvormig tot ovaal, 4–6 × 3–6 cm groot en geel tot oranje van kleur.
Passiflora gibertii komt van nature voor in Argentinië, Brazilië en Paraguay. In België en Nederland kan deze plant 's winters in de vensterbank of in de gematigde kas worden gehouden. ’s Zomers kan de plant buiten worden gezet. Een plant die stengels van 2–3 m heeft, kan gedurende de bloeiperiode van juni tot september met tien tot dertig bloemen per dag bloeien. De plant kan vermeerderd worden door middel van zaaien en stekken.
... · 
P. alata · 
P. aurantia · 
P. biflora · 
P. caerulea (Blauwe passiebloem) · 
P. citrina · 
P. coccinea · 
P. coriacea · 
P. edmundoi · 
P. edulis · 
P. edulis forma edulis · 
P. edulis forma flavicarpa · 
P. foetida · 
P. gibertii · 
P. herbertiana · 
P. incarnata · 
P. jorullensis · 
P. kermesina · 
P. laurifolia · 
P. ligularis · 
P. lindeniana · 
P. loefgrenii · 
P. lutea · 
P. morifolia · 
P. murucuja · 
P. organensis · 
P. picturata · 
P. punctata · 
P. quadrangularis · 
P. racemosa · 
P. rubra · 
P. serratifolia · 
P. suberosa · 
P. subpeltata · 
P. tarminiana · 
P. tulae · 
P. vitifolia · 
P. xishuangbannaensis · 
P. yucatanensis · 
...